# Лигнау, Александр Георгиевич
Алекса́ндр Гео́ргиевич Лигна́у (28 февраля (12 марта) 1875, Ялта — 5 февраля 1938, Бутово, Московская область) — русский, а также украинский и советский, военачальник: генерал-майор (1917), генеральный хорунжий (1918), комбриг (1936). Георгиевский кавалер (1915).

## Биография
Из потомственных почетных граждан Курляндской губернии, прибалтийский немец лютеранского вероисповедания. Уроженец Таврической губернии, — родился в пригороде Ялты (в селении Нардан) в семье управляющего имением Великого князя Александра Михайловича близ Ай-Тодора, ставшего  впоследствии купцом 2-й гильдии.
Образование получил в Одессе, окончив 1-ю Одесскую Ришельевскую гимназию. В 1893—1895 годах был студентом отделения естественных наук физико-математического факультета Императорского Новороссийского университета в Одессе.
Имел брата Николая (1873—1940), — учёного-зоолога. 

### Военная служба
В июне 1896 года вступил в военную службу вольноопределяющимся 1-го разряда и был зачислен юнкером в Московское (Алексеевское) военное училище, по окончании которого, в августе 1898 года, был произведен в подпоручики (со старшинством с 13.08.1897), с прикомандированием к Лейб-гвардии Волынскому полку (г. Варшава).
С августа 1898 года — младший офицер 14-й роты Лейб-гвардии Волынского полка.
В августе 1902 года был командирован в С.-Петербург, в Николаевскую академию Генерального штаба, для прохождения курса наук. Выдержав вступительный экзамен, с декабря 1902 года состоял при Николаевской академии Генерального штаба. Был произведен в поручики гвардии со старшинством с 08.08.1902.
В 1905 году, окончив (по 1-му разряду) два основных и дополнительный курс наук в Академии, был причислен к Генеральному штабу и произведен в штабс-капитаны гвардии. В академии учился вместе со своими будущими сослуживцами А. П. Грековым и В. А. Синклером.
С 20.10.1905 по 23.01.1907 отбывал цензовое командование ротой в 24-м пехотном Симбирском полку (г. Остров, Польша).
10.01.1907 — переведен в Генеральный штаб, с переименованием в капитаны, и назначен старшим адъютантом штаба 3-й Восточно-Сибирской стрелковой дивизии (г. Харбин).
С 20.01.1908 — помощник старшего адъютанта штаба Владивостокской крепости.
С 14.10.1911 — старший адъютант штаба Заамурского пограничного округа Отдельного корпуса пограничной стражи (г. Харбин).
06.12.1911 произведен в подполковники Генштаба, с утверждением в занимаемой должности.
С 19.03.1913 — штаб-офицер для поручений при штабе 2-го Туркестанского армейского корпуса (г. Ашхабад).
Участник Первой мировой войны, — воевал в Польше, на западе Украины, был ранен, за годы войны награждён шестью боевыми наградами, в том числе высшей наградой Российской империи для обер-офицеров – орденом Святого Георгия 4-й степени и Георгиевским оружием.
С сентября 1914 — исполняющий должность начальника штаба 80-й пехотной дивизии Действующей армии.
06.12.1914 произведен в полковники Генштаба.
С 13.04.1916 по 07.02.1917 — командир 170-го пехотного Молодечненского полка 43-й пехотной дивизии.
В бою в ночь на 24 мая 1916 года был тяжело ранен в левое плечо пулей навылет (с повреждением кости) и эвакуирован в тыл на лечение. С 21 июня 1916 года лечился в офицерском лазарете, в Ессентуках.
07.02.1917 — назначен начальником штаба 152-й пехотной дивизии.
08.04.1917 произведен в генерал-майоры Генштаба (за отличия; со старшинством с 24.05.1916).
17.04.1917 — назначен начальником штаба 7-го Сибирского армейского корпуса.
27.08.1917— назначен командующим 21-й пехотной дивизией, действовавшей на западе Украины, в составе 7-й армии Юго-Западного фронта.
Перейдя, после Октябрьской революции в Петрограде, на сторону украинской Центральной рады, в конце 1917 года был назначен командиром украинизируемой 11-й пехотной дивизии бывшей Русской императорской армии.

### Гражданская война
В марте 1918 года передал остатки украинизированной 11-й пехотной дивизии в состав создаваемой армии УНР, а сам был назначен 2-м помощником военного министра Украинской народной республики, полковника А. Жуковского (г. Киев).
С 27.04.1918 — на службе в вооружённых силах Украинской державы гетмана Скоропадского.
С 08.05.1918 по 16.05.1918 — исполняющий обязанности Военного министра. В мае 1918 назначен гетманом Скоропадским заместителем Военного министра Рагозы, активно работал в области формирования украинских воинских частей, укрепления вооружённых сил Украинской Державы.
29.06.1918 — переименован в чин генерального хорунжего украинской армии (со старшинством с 24.05.1916).
С 18.10.1918 — командир 7-го стрелкового кадрового корпуса армии Украинской державы, сформированного в Харькове.
В ноябре 1918 года, после свержения гетмана Скоропадского войсками, управляемыми Петлюрой, и перехода власти к Директории УНР, генерал Лигнау был арестован и замещён П. Ф. Болбочаном.

### Последние годы жизни

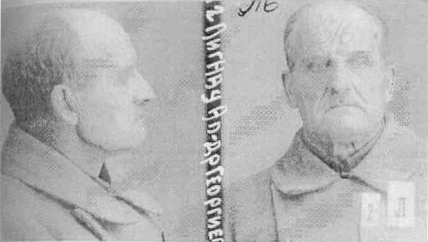
Снимок после ареста в 1931 году.

О последних годах жизни генерала А. Г. Лигнау существуют разные версии.
- Согласно одной из них, — освободившись из-под ареста, добрался до Одессы и пытался там вступить в Добровольческую армию, но получил отказ из-за своей службы в украинской армии. Перебрался в Константинополь (по некоторым сведениям — был эвакуирован из Одессы по распоряжению генерала Деникина). В марте 1919 уехал во Владивосток, откуда переехал в Омск. В 1919—1920 годах служил начальником снабжения 1-й армии во́йска адмирала Колчака; был взят в плен бойцами 5-й армии РККА. Пройдя фильтрационную комиссию, был зачислен в Красную Армию РСФСР. Преподавал тактику в Академии Генштаба, на курсах комсостава «Выстрел», в Военной Академии имени М. В. Фрунзе. 3 мая 1921 года — арестован по обвинению в участии в контрреволюционной организации и расстрелян. [23]

- По другой версии, — после пленения «красными» находился в распоряжении штаба 5-й армии РККА. В марте 1920 года был выслан в Москву в распоряжение Начальника Всеросглавштаба, затем в мае 1920 — помуправделами РВСР В. И. Пневского. Служил в отделении штатно-тарифного отдела Управделами РВСР, позже помощником начальника штатной части и штатно-тарифного отдела.

В 1921 году пытался выехать в Латвию, но отказался от своего намерения из-за отказа жены.
С января 1922 года читал лекции в Военной академии РККА. На 1 марта 1923 — старший руководитель по тактике Военной академии РККА. Автор ряда изданных в 1927 году учебных Пособий по подготовке командного состава РККА.

#### Репрессии
1 января 1931 года был арестован по делу «Весна», 15 февраля 1931 года уволен со службы. Виновным себя не признал. 18 июля 1931 года приговорен к 10 годам заключения.
В 1933 году освобождён с восстановлением на службе: старший преподаватель (начальник кафедры) тактики на курсах усовершенствования комсостава «Выстрел». В 1936 году удостоен звания комбрига.
21 декабря 1937 года вновь арестован по обвинению в шпионаже в пользу Германии. Виновным себя не признал.
Осуждён 24 января 1938 года Комиссией НКВД СССР; 5 февраля 1938 года расстрелян и похоронен на Бутовском полигоне.
Реабилитирован в сентябре 1956 года.

## Сочинения
- «Боевое значение пехоты», ГИЗ, М.-Л., 1927
- «Пехота», М. 1927
- «Вооружение, организация и снаряжение пехоты»
- «Методика решения тактических задач на планах» (1927)
- «Работа командира стрелкового полка при организации наступления против остановившегося противника» (1927)

## Награды
- Орден Святого Станислава 3-й степени (ВП от 06.12.1907, стр. 92);
- Орден Святой Анны 3-й степени (06.12.1910; ВП от 13.03.1911);
- Медаль «В память 100-летия Отечественной войны 1812» (1912);
- Медаль «В память 300-летия царствования дома Романовых» (1913);
- Орден Святого Станислава 2-й степени (ВП от 19.05.1914, стр. 5);
- Орден Святого Владимира 4-й степени с мечами и бантом (ВП от 10.05.1915, стр. 9);
- Орден Святого Владимира 3-й степени с мечами (ВП от 18.05.1915, стр. 14);
- Орден Святой Анны 2-й степени с мечами (ВП от 07.08.1915, стр. 6);
- Орден Святого Георгия 4-й степени (ВП от 30.12.1915, стр. 27), — Полковнику Генерального штаба, исправляющему должность начальника штаба 80-й пехотной дивизии, Александру Лигнау за то, что в боях с австрийцами с 20-го по 24-е мая 1915 года, в районе д.д. Ивановице—Садзавки—Ланчин на р. Прут, лично производил все необходимые разведки местности будущего района действий и, подвергая жизнь свою явной опасности, под действительным ружейным и артиллерийским огнём, принял горячее участие в боях, посещая боевое расположение войск. Верным военным взглядом он правильно оценивал важное значение позиции противника в районе выс. 474, на правом берегу р. Прут, составил план всей операции, которая, будучи проведена в исполнение, привела к блестящей победе над противником, закончившейся полным разгромом 5-6 неприятельских полков с артиллерией, занимавших неприступную позицию.[26];
- Георгиевское оружие (ВП от 07.02.1916, стр. 15), — Полковнику Генерального штаба, исправляющему должность начальника штаба 80-й пехотной дивизии, Александру Лигнау за то, что во время боев 80-й пехотной дивизии у Климонтова и под Сандомиром в сентябре 1914 года, а также при переправе через р. Сан у д. Чекай, своей доблестной и самоотверженной деятельностью, неоднократно подвергая свою жизнь явной опасности, в высшей степени содействовал начальнику дивизии при выполнении поставленной ему задачи. Находясь под сильным огнём противника, руководил переправой через р. Сан и лично восстанавливал на мосту порядок в то время, когда мост и оба берега засыпались шрапнелью противника.[27];
- Мечи и бант к ордену Святой Анны 3-й степени (12.01.1917, стр. 65).